# (44263) Nansouty
(44263) Nansouty ist ein Asteroid des Hauptgürtels, der am 28. August 1998 von den französischen Amateurastronomen Philippe Dupouy und Frédéric Maréchal an der Sternwarte (IAU-Code 958) in Dax im Landes der Region Aquitanien entdeckt wurde.
Der Asteroid wurde am 6. August 2009 nach dem französischen General und Meteorologen Charles-Marie-Étienne Champion Dubois de Nansouty (1815–1895) benannt, der das Pic du Midi de Bigorre mitgründete.